# Eugen Meier
Eugen Meier (Sciaffusa, 30 aprile 1930 – 26 marzo 2002) è stato un calciatore svizzero, di ruolo centrocampista.

## Carriera
Fu capocannoniere del campionato svizzero nel 1953 e nel 1959. Con lo Young Boys vinse per quattro anni consecutivi il campionato, dal 1957 al 1960.

## Palmarès

### Club

#### Competizioni nazionali
- Prima Lega: 1

Sciaffusa: 1950-1951
- Campionato svizzero: 4

Young Boys: 1956-1957, 1957-1958, 1958-1959, 1959-1960
- Coppa Svizzera: 2

Young Boys: 1952-1953, 1957-1958

### Individuale
- Capocannoniere del Campionato svizzero: 2

1952-1953 (32 gol, a pari merito con Josef Hügi), 1958-1959 (24 gol)